# Lập trình logic hàm
Lập trình logic hàm (tiếng Anh: functional logic programming) là sự kết hợp mẫu hình lập trình chức năng và lập trình logic thành một ngôn ngữ lập trình duy nhất. Phong cách lập trình này được thể hiện bằng nhiều ngôn ngữ lập trình khác nhau, bao gồm Curry và Mercury.
Một tạp chí dành cho việc tích hợp lập trình chức năng và logic đã được xuất bản bởi MIT Press và Hiệp hội Châu Âu về Ngôn ngữ Lập trình và Hệ thống từ năm 1995 đến năm 2008 